# 鈴木將文
鈴木 將文（すずき まさぶみ、1958年 - ）は、日本の法学者。専門は知的財産法。早稲田大学法学学術院教授、元経済産業省通商政策局公正貿易推進室長。

## 経歴
1958年生まれ。1980年司法試験合格。1981年東京大学法学部卒業。卒業後、通商産業省（現経済産業省）入省。1985年からハーバード・ロー・スクールに留学、翌年修士課程修了。1987年ニューヨーク州弁護士登録。1994年司法修習修了。2001年経済産業省通商政策局公正貿易推進室長。2023年より現職。マーストリヒト大学などでの非常勤講師経験もある。

## 主な著書等
- Preventive Instruments of Social Governance , Mohr Siebeck , Alexander Bruns & Masabumi Suzuki eds. , 2017年　1-230頁
- 『新・注解　特許法〔第2版〕』（中山信弘＝小泉直樹編著）（青林書院、2017年）1133-1168頁
- 『商標の法律相談』（小野昌延＝小松陽一郎＝三山峻司編）（青林書院、2017年）228-235頁
- 『知的財産法演習ノート〔第4版〕』（小泉直樹・駒田泰土編著）（弘文堂、2017年）89-108、265-287、361-378頁
- Realization of Substantive Law through Legal Proceedings , Mohr Siebeck , Alexander Bruns & Masabumi Suzuki eds. , 2017年　1-117頁
- 『新・注解 商標法』（小野昌延＝三山俊司編）（青林書院、2016年）1100-1135、1670-1679頁
- 『商標法コンメンタール』（金井重彦＝鈴木將文＝松嶋隆弘編）（レクシスネクシス・ジャパン、2015年1）1-1115頁、うち執筆部分7-20, 33-35, 392-397頁
- 『集団的消費者利益の実現と法の役割』（千葉恵美子、長谷部由起子、鈴木將文編）（商事法務、2014年） 1-587頁、うち執筆部分148-164頁
- 『ブランド管理の法実務－商標法を中心とするブランド・ビジネスと法規制』（棚橋祐治監修、明石一秀ほか編著）（三協法規出版、2013年）48-62頁
- 『知的財産法演習ノート〔第3版〕』（小泉直樹・駒田泰土編著）（弘文堂、2013年）90-107、259-283、352-368頁
- 『新・注解　不正競争防止法〔第3版〕』（小野昌延編著）（青林書院、2012年）627-649, 871-876, 1327, 1407-1421頁
- 『特許訴訟〔専門訴訟講座6〕』（大渕哲也＝塚原朋一ほか編）（民事法研究会、2012年）217-233頁
- The Enforcement of Patents , Kluwer Law International , Masabumi Suzuki & Yoshiyuki Tamura , 2012年　119-158頁
- 『新・注解　特許法』（中山信弘＝小泉直樹編著）（青林書院、2011年）1004-1034頁
- 『商標制度の新しい潮流―小売等役務商標制度、地域団体商標制度、立体商標、非伝統的商標―』（小野昌延＝竹内耕三編）（青林書院、2011年）197-217頁
- 『ロースクール演習　知的財産法』（三山俊司＝松村信夫編）（法学書院、2009年）63-71, 130-136頁
- 『知的財産法演習ノート〔第2版〕』（小泉直樹・駒田泰土編著）（弘文堂、2009年）99-116, 252-275, 311-327頁
- 『知的財産法演習ノート』（小泉直樹・駒田泰土編著）（弘文堂、2007年）86-104,204-227頁
- 『特許の経営・経済分析』（知的財産研究所編）（雄松堂、2007年）345-369頁
- 『新・注解　不正競争防止法〔新版〕』（小野昌延編著）（青林書院、2007年）
- 『法曹養成と臨床法学教育』 (宮川成雄編)(成文堂、2007年)
- 『法律から考える公共性』（長谷部恭男・金泰昌編）(東京大学出版会、2004年）
- 『ドメインネーム紛争』（松尾和子・佐藤恵太編著）（弘文堂、2001年）
- 『Ｑ＆Ａ　インターネットの法務と税務』(鈴木將文・夏井高人・岡村久道)(新日本法規、2001年)[4]。